# Cléden-Cap-Sizun
Cléden-Cap-Sizun település Franciaországban, Finistère megyében. Lakosainak száma 912 fő (2022. január 1.). Cléden-Cap-Sizun Goulien, Plogoff és Primelin községekkel határos.

## Népesség
A település népességének változása:
| Lakosok száma | 1949 | 1420 | 1181 | 972  | 973  | 954  | 944  | 921  | 915  | 912  |
|               | 1968 | 1982 | 1990 | 2006 | 2013 | 2015 | 2017 | 2019 | 2020 | 2022 |